# 1991년 선댄스 영화제
제7회 선댄스 영화제는 1991년 1월 17일에 열린 시상식이다.

## 수상 및 후보

### 심사위원대상(미국 드라마)
- 포이즌 - 토드 헤인즈 수상
- 올 더 버미어 인 뉴욕 - 존 조스트
- 도터 오브 더 더스트 - 줄리 대쉬
- 엔드 오브 더 나이트 - 키스 맥낼리
- 홈보이 - 조셉 B. 바스크
- 실패한 성공 - 요시다 히로아키
- 주니퍼 트리 - 니츠크카 킨
- 리틀 스티프 - 카베 자헤디 외 1인
- 패스트타임 - 로빈 B. 암스트롱
- 프리버리즈 - 이본느 라이너
- 퀸 오브 다이아몬드 - 니나 멩키스
- 스랙커 - 리처드 링클레이터
- 스트레이트 아웃 오브 브룩클린 - Matty Rich
- 슈어 파이어 - 존 조스트
- 트러스트 - 할 하틀리
- 캐티 21살의 비망록 - 돈 보이드

### 심사위원대상(미국 다큐멘터리)
- 아메리칸 드림 - 바바라 코플 수상
- 파리 이즈 버닝 - 제니 리빙스턴 수상
- 앱솔루터리 파서티브 - 피터 아데어
- 아마조니아 - 몬티 아귀르 외 1인
- 블러드 인 더 페이스 - 앤 보렌 외 2인
- 브로큰 밋 - 폴라 라파포트
- 크리스토 인 파리스 - 데이빗 메이즐스 외 3인
- 아메리칸 엑스피어리언스 - 코니 아일랜드 - 릭 번스
- 인 더 샤도우 오브 더 스타스 - 어빙 사라프 외 1인
- 레전드 인 콘서트 - 일래너 바-딘
- 마리아의 이야기 - 파멜라 코엔 외 1인
- 레스트리스 콘션스 - 하바 코하브 벨러
- 테이크오버 - 피터 키노이 외 1인
- 쌩큐 앤 굿 나잇 - 잔 옥센버그
- 트러블 비하인드 - Robby Henson

### 각본상(미국 드라마)
- 홈보이 - 조셉 B. 바스크 수상
- 트러스트 - 할 하틀리 수상

### 심사위원특별상(미국 드라마)
- 스트레이트 아웃 오브 브룩클린 - Matty Rich 수상

### 관객상 - 단편
- 아메리칸 드림 - 바바라 코플 수상
- 패스트타임 - 로빈 B. 암스트롱 수상

### 필름메이커 트로피
- 아메리칸 드림 - 바바라 코플 수상
- 프리버리즈 - 이본느 라이너 수상

### 촬영상
- 도터 오브 더 더스트 - Arthur Jafa 수상
- 크리스토 인 파리스 - 데이빗 메이즐스 외 2인 수상